# Republiki Federacji Rosyjskiej
Republiki Federacji Rosyjskiej – jedna z kategorii podmiotów Federacji Rosyjskiej.

## Republiki wchodzące w skład Federacji Rosyjskiej
Zgodnie z artykułem 65 rozdziału 3. Konstytucji Federacji Rosyjskiej, w skład Rosji wchodzi 21 republik:
| Numer na mapie | Republika                      | Stolica       | Okręg federalny                   | Powierzchnia (km²) | Procent powierzchni Federacji Rosyjskiej | Ludność   | Procent ludności Federacji Rosyjskiej | Gęstość zaludnienia (os./km²) |
| -------------- | ------------------------------ | ------------- | --------------------------------- | ------------------ | ---------------------------------------- | --------- | ------------------------------------- | ----------------------------- |
| 1              | Republika Adygei               | Majkop        | Południowy Okręg Federalny        | 7792               | 0,05%                                    | 463 167   | 0,31%                                 | 59,44                         |
| 2              | Republika Ałtaju               | Gornoałtajsk  | Syberyjski Okręg Federalny        | 92 903             | 0,54%                                    | 221 402   | 0,15%                                 | 2,38                          |
| 3              | Republika Baszkirii            | Ufa           | Nadwołżański Okręg Federalny      | 142 947            | 0,83%                                    | 4 001 052 | 2,77%                                 | 27,99                         |
| 4              | Republika Buriacji             | Ułan Ude      | Dalekowschodni Okręg Federalny    | 351 334            | 2,05%                                    | 981 487   | 0,67%                                 | 2,79                          |
| 5              | Republika Dagestanu            | Machaczkała   | Północnokaukaski Okręg Federalny  | 50 270             | 0,29%                                    | 3 154 677 | 2,09%                                 | 62,75                         |
| 6              | Republika Inguska              | Magas         | Północnokaukaski Okręg Federalny  | 3123               | 0,02%                                    | 523 955   | 0,33%                                 | 167,77                        |
| 7              | Republika Kabardo-Bałkarska    | Nalczyk       | Północnokaukaski Okręg Federalny  | 12 470             | 0,07%                                    | 869 735   | 0,59%                                 | 69,75                         |
| 8              | Republika Kałmucji             | Elista        | Południowy Okręg Federalny        | 74 731             | 0,44%                                    | 267 517   | 0,19%                                 | 3,58                          |
| 9              | Republika Karaczajo-Czerkieska | Czerkiesk     | Północnokaukaski Okręg Federalny  | 14 277             | 0,08%                                    | 463 913   | 0,32%                                 | 32,49                         |
| 10             | Republika Karelii              | Pietrozawodsk | Północno-Zachodni Okręg Federalny | 180 520            | 1,05%                                    | 602 458   | 0,42%                                 | 3,34                          |
| 11             | Republika Komi                 | Syktywkar     | Północno-Zachodni Okręg Federalny | 416 774            | 2,43%                                    | 803 208   | 0,57%                                 | 1,93                          |
| 12             | Republika Mari El              | Joszkar-Oła   | Nadwołżański Okręg Federalny      | 23 375             | 0,14%                                    | 670 730   | 0,46%                                 | 28,69                         |
| 13             | Republika Mordowii             | Sarańsk       | Nadwołżański Okręg Federalny      | 26 128             | 0,15%                                    | 769 142   | 0,55%                                 | 29,44                         |
| 14             | Republika Jakucji              | Jakuck        | Dalekowschodni Okręg Federalny    | 3 083 523          | 18,01%                                   | 990 538   | 0,66%                                 | 0,32                          |
| 15             | Republika Osetii Północnej     | Władykaukaz   | Północnokaukaski Okręg Federalny  | 7987               | 0,05%                                    | 687 674   | 0,48%                                 | 86,10                         |
| 16             | Republika Tatarstanu           | Kazań         | Nadwołżański Okręg Federalny      | 67 847             | 0,4%                                     | 3 886 640 | 2,65%                                 | 57,29                         |
| 17             | Republika Tuwy                 | Kyzył         | Syberyjski Okręg Federalny        | 168 604            | 0,98%                                    | 332 518   | 0,22%                                 | 1,97                          |
| 18             | Republika Udmurcji             | Iżewsk        | Nadwołżański Okręg Federalny      | 42 061             | 0,25%                                    | 1 483 539 | 1,03%                                 | 35,27                         |
| 19             | Republika Chakasji             | Abakan        | Syberyjski Okręg Federalny        | 61 569             | 0,36%                                    | 528 316   | 0,37%                                 | 8,58                          |
| 20             | Republika Czeczeńska           | Grozny        | Północnokaukaski Okręg Federalny  | 16 171             | 0,09%                                    | 1 516 882 | 1,18%                                 | 93,80                         |
| 21             | Republika Czuwaska             | Czeboksary    | Nadwołżański Okręg Federalny      | 18 343             | 0,11%                                    | 1 197 866 | 0,84%                                 | 65,30                         |
| 22             | Republika Krymu                | Symferopol    | Południowy Okręg Federalny        | 26 081             | 0,15%                                    | 1 893 577 | 1,30%                                 | 72,60                         |

Nie wliczając Republiki Krymu, powyższe republiki stanowią ok. 28,6% powierzchni Federacji Rosyjskiej. Każda republika posiada własną konstytucję.

### Nieutworzone republiki
W latach 90. XX wieku podejmowano próby podniesienia niektórych jednostek administracyjnych Rosji do rangi republiki, jak np. Kraj Nadmorski, Petersburska Republika Autonomiczna lub proklamowana 13 listopada 1990 roku Nieniecka Autonomiczna Socjalistyczna Republika Radziecka, jednak nie osięgnięto tego celu.